# Маринленд (Флорида)
Маринленд (англ. Marineland) — муниципалитет, расположенный в округе Флаглер (штат Флорида, США) с населением в 6 человек по статистическим данным переписи 2000 года.

## География
По данным Бюро переписи населения США муниципалитет Маринленд имеет общую площадь в 0,78 квадратных километров, водных ресурсов в черте населённого пункта не имеется.
Муниципалитет Маринленд расположен на высоте 2 м над уровнем моря.

## Демография
По данным переписи населения 2000 года в Маринлендe проживало 6 человек, 0 семей, насчитывалось 3 домашних хозяйств и 8 жилых домов. Средняя плотность населения составляла около 7,69 человек на один квадратный километр. Расовый состав населённого пункта представляли белые.
Из 3 домашних хозяйств в 33,3 % воспитывали детей в возрасте до 18 лет, 33,3 % представляли собой совместно проживающие супружеские пары, в семей женщины проживали без мужей, 66,7 % не имели семей. 66,7 % от общего числа семей на момент переписи жили самостоятельно, при этом 33,3 % составили одинокие пожилые люди в возрасте 65 лет и старше. Средний размер домашнего хозяйства составил 2,00 человек, а средний размер семьи — 4,00 человек.
Средний доход на одно домашнее хозяйство составил 30 625 долларов США, а средний доход на одну семью — 21 250 долларов. При этом мужчины имели средний доход в 31 250 долларов США в год против 0 долларов среднегодового дохода у женщин. Доход на душу населения составил 30 625 долларов в год. Все семьи имели доход, превышающий уровень бедности.